# 肇和 (防護巡洋艦)
肇和（ちょうほう、繁体字: 肇和、ピンイン: Zhào Hé、ウェード式： 中国語: Chao Ho、 訳: 穏やかな始まり）は、元々満州清朝で建造された肇和級の訓練防護巡洋艦のネームシップであった。

## 開発
肇和級は、清朝の皇帝摂政愛新覚羅載灃による、多くの近代的な戦艦、巡洋艦、魚雷艇、潜水艦を発注するはずだったがほとんど実現しなかった7年間の近代化計画の一部だった。この艦の試運転が完了し、清国海軍に編入される直前、孫文の辛亥革命によって幼帝溥儀が退位し、中華民国が誕生したため、満州清朝の267年にわたる統治は終わりを告げた。肇和はその後、中華民国海軍に就役する。
肇和級巡洋艦は、3隻の準姉妹艦がすべて異なる造船所で建造されたという点で異例であり、3隻とも同じ基本設計で建造されたにもかかわらず、大きさ、装甲、排水量に違いがあり、そのうち肇和が最大かつ最長であり、3隻とも（画一的な主兵装ではなく）様々な種類の砲を搭載していた。これらは、乗組員が様々なボイラーや兵器システムに慣れるよう、艦の教育効果を高めるために行われた。
肇和の船体は1910年10月7日、タイン・アンド・ウィア州のエルスウィックでアームストロング・ホイットワースによって建造された。1911年10月23日に進水し、辛亥革命で清朝が滅亡した9日後の1912年2月21日に海軍試運転を終えた。1913年、長い借款交渉の後、3月に中国に引き渡された。

## 設計
前述の通り、肇和は2隻の姉妹船とは異なり應瑞や飛鴻よりも大きかった。肇和は應瑞より2フィート6インチ（0.76メートル）大きい水線幅を持ち、290トンも重かった。應瑞の前檣はさらに後方にあり、煙突の間隔も広かった。また、装甲も厚かった（主甲板は應瑞の0.75インチ（19mm）に対して2インチ（51mm）、司令塔は1.75インチ（44mm）に対して3インチ（76mm））。肇和の主武装は2門のアームストロング・パターンNN 6インチ(152mm)砲で、これは前檣と艦尾に搭載されていた。防護巡洋艦として、肇和は装甲帯を持たなかった。唯一の装甲は甲板、砲と司令塔にあった。残りの砲は主甲板に配置された。

## 艦歴
肇和の最初の事件は1915年12月、護国戦争中に中国南部の反乱軍に一時的に捕らえられたことだった。中華民国の無法な軍閥時代、肇和はしばしば反乱軍の陣地を砲撃するために招集されたが、1923年12月、北京政府を代表する直隷派の軍閥、呉佩孚は、肇和を含む中国海軍の半数を賄賂で自分の軍に引き入れ、当時中国で最も先進的な港であった青島（旧ドイツ帝国の租借地であった膠州）の海軍基地の警備に使用した。1924年1月5日、巡洋艦海圻、海晨、肇和、砲艦勇翔、朱雨の5隻の艦隊が青島に到着し、北方艦隊として知られるようになる。第二次直奉戦争で直隷派が敗北すると、青島とその艦隊の支配権は奉天派の満州軍閥・張作霖に移った。この頃には、北方艦隊は北東艦隊と改名され、多くの船が10ノット（時速19キロ、時速12マイル）を超えることができず、荒廃していた。政治的に常に大日本帝国と親密だった張は、1927年に肇和と残りの艦隊を日本の技術者に改装させた。
1927年、蒋介石総統率いる中国国民党政府は、中国北部の軍閥を最終的に支配下に置くため、決定的な北伐を開始した。新しく編成され訓練された国民革命軍を指揮する一方で、国民党は1923年の大量離反の後、海軍をほとんど持っていなかった。1927年を通じて、新しく改装された肇和は、上海沖の吴淞の国民党海軍要塞を砲撃するために何度か出撃し、1928年5月にはアモイ沖の金門島の短期占領に参加した。数ヶ月にわたる激戦の末、国民党は1928年に北京を占領し、軍閥を打ち破った。逃亡中の張は、蒋を打ち負かした失敗を罰するため、乗っていた列車が関東軍の日本軍将校によって爆破され、暗殺された。その後、息子の張学良は蒋介石と国民党政府に忠誠を誓った。旧北洋政府の東北艦隊は中華民国海軍に再統合された。1930年、2門のQF 2ポンド高射砲がメインマスト基部のプラットフォームに追加された。旧北東艦隊は第三戦隊と改称され、青島に留まった。
しかし、肇和の問題は1928年の復帰だけでは終わらなかった。1933年7月、補助砲艦鎮海の中尉が、賃金をめぐって吴志馨提督（青島市長でもあった）を暗殺しようとし、即座に処刑された。海圻、海琛、肇和からなる第三戦隊は反乱を起こし、陳済棠将軍が統治する広州に向かった。北方遠征後の中華民国は分裂し、徒党を組んでいたため、反乱軍は中国政府内の広東派にとって有益な援軍として広州に歓迎された。残念なことに、広州でさえ、旧東北艦隊は低賃金、低雇用、無評価のままだった。反乱軍の元リーダーであった姜希遠少将が地元の広東人指揮官に交代すると、3隻の船は再び反乱を起こし、1935年6月15日に広州を離れた。肇和は泥に足を取られ、間もなく取り残された。海圻と海琛は、陳策提督を乗せた新鋭の軽巡洋艦寧海と海戦を繰り広げることになる。寧海は反乱軍に向かって何発も警告射撃を行ったが、緊迫した交渉の末、7月18日に事態は流血することなく解決した。
日中戦争は1937年に始まり、日本は中国への本格的な侵攻を開始し、瞬く間に北平市と天津市を占領した。当時、肇和は広州市と珠江の入り口を守るため、ボッカ・ティグリスの海軍砦に駐屯していた。1937年9月14日、肇和と海周（元アラビス級スループHMSペンテステモン）は、日本の巡洋艦夕張と駆逐艦疾風と追風と交戦した。日本艦はボッカ・ティグリスの要塞陸上砲兵の助けを借りて退却することを余儀なくされたが、両艦は損傷を受けた。この挫折の後、日本は珠江デルタと広州市に対する大規模な戦略爆撃作戦の一環として、珠江河口の砦と船に対して空母龍驤と鳳翔を派遣し、砦と港は激しく爆撃された。1937年9月30日、肇和は日本海軍航空隊の日本軍機によって撃沈された。